# Hispanoarab
Hispanoarab je označení plemene teplokrevného koně, vyšlechtěného křížením anglického plnokrevníka s plemenem španělských arabů.

## Historie chovu
V první polovině 19. století začali chovatelé v Anglii s zkvalitněním výtečného zdejšího plnokrevníka přidáním vlastností arabských plnokrevníků. Vzápětí po nich obdobné křížení vyzkoušeli chovatelé v Francii, Německu, Polsku a také v Čechách.
Až daleko později španělští chovatelé začali s křížením anglických plnokrevníků s arabskými klisnami chovanými ve Španělsku. Prim měly hřebčíny v Estremaduře a Andalusii.

## Vzhled koně
Hispanoarab je vysoký kolem 160 cm, vzhledem podobný angloarabským koním, je statný a svalnatý. Zbarvení má různé – hnědák, ryzák či bělouš, někdy i smíšeně nejčastěji však vraník.Má dlouhé končetiny podobné angloarabovi.

## Vlastnosti
Je dobře ovladatelný, inteligentní a odvážný. Má rychlé reakce

## Použití
Je zejména využíván pro sportovní účely, k dostihům, drezůře i dalším soutěžím či sportovním hrám. Na území Španělska se používá ke zkouškám býčků před zápasy.Vyniká ve skokových soutěžích.Velmi zdatný..